# یازیوردو (بایبورد)
یازیوردو {{ترکی|Yazyurdu) (به ارمنی: Ջահմանց) (به کردی: Çeqmas) یک منطقهٔ مسکونی در ترکیه است که در بایبورد واقع شده‌است. یازیوردو ۲۸۱ نفر جمعیت دارد.